# Чистиково
Чистиково — деревня в Бабаевском районе Вологодской области.
Входит в состав Санинского сельского поселения, с точки зрения административно-территориального деления — в Санинский сельсовет. До 2003 года входила в Чистиковский сельсовет.
Расстояние до районного центра Бабаево по автодороге — 48 км, до центра муниципального образования деревни Санинская  по прямой — 14 км. Ближайшие населённые пункты — Большие Кипрецы, Верховье, Клюшово.
По переписи 2002 года население — 9 человек.